# Vysoký Kámen (berg i Tjeckien, Karlovy Vary)
Vysoký Kámen är ett berg i Tjeckien.   Det ligger i regionen Karlovy Vary, i den västra delen av landet, 140 km väster om huvudstaden Prag. Toppen på Vysoký Kámen är 773 meter över havet.
Terrängen runt Vysoký Kámen är kuperad åt nordost, men åt sydväst är den platt.Runt Vysoký Kámen är det ganska glesbefolkat, med 30 invånare per kvadratkilometer. Närmaste större samhälle är Kraslice, 8,2 km öster om Vysoký Kámen. I omgivningarna runt Vysoký Kámen växer i huvudsak blandskog.